# مبدأ الاعتدال

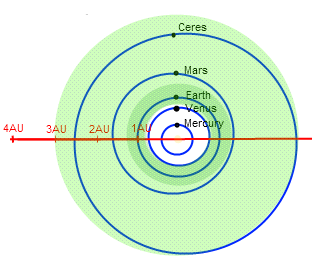

تم تسمية مبدأ الاعتدال قياسًا على قصة الأطفال المقدمة من «الدببة الثلاثة»، حيث تذوق فتاة صغيرة تدعى "Goldilocks" ثلاثة أوعية مختلفة من العصيدة وتجد أنها تفضل العصيدة التي ليست ساخنة جدًا أو باردة جدًا، ولكن لديها فقط درجة الحرارة المناسبة. يمكن فهم مفهوم «الكمية الصحيحة» بسهولة وتطبيقه على مجموعة واسعة من التخصصات، بما في ذلك علم النفس التنموي وعلم الأحياء وعلم الفلك وعلم الاقتصاد والهندسة.